# 에밀리아노 메르카도 델 토로
에밀리아노 메르카도 델 토로(Emiliano Mercado del Toro, 1891년 8월 21일 ~ 2007년 1월 24일)는 푸에르토리코의 슈퍼센티네리언이자 퇴역 군인으로, 2006년 12월 11일 116세의 엘리자베스 볼든(Elizabeth Bolden)이 사망한 이후 115세로 2007년 1월 24일 사망할 때까지 세계 최고령자가 되었다. 그는 프레드 H. 헤일 경이 사망한 2004년 11월 19일부터 이미 세계 최고령 남성이었다. 2007년 1월 사망 당시 115세, 156일, 메르카도는 덴마크계 미국인 크리스티안 모르텐센의 115년 252일 기록에 이어 두 번째로 나이가 많은 남성이다. 일본 남성 이즈미 시게치요는 메르카도 사망 당시 더 나이가 많은 것으로 여겨졌지만, 그의 기록은 2010년 기네스 세계 기록에 의해 철회되었다.

## 같이 보기
- 장수 (수명)
- 슈퍼센티네리언